# Pech to nie grzech
Pech to nie grzech – polska komedia romantyczna z 2018 roku w reżyserii Ryszarda Zatorskiego. 
Zdjęcia do filmu kręcono w Warszawie (m.in. kościół Nawiedzenia NMP przy ul. Przyrynek, schody na ul. Kościelnej, plac Europejski, ul. Podwale i Miodowa). Premiera miała miejsce 17 grudnia 2018 roku.

## Fabuła
Natalia (Maria Dębska) odkrywa skrzętną intrygę uknutą przez jej wspólnika w interesach (Mikołaj Roznerski) i jego narzeczoną (Barbara Kurdej-Szatan). Postanawia pokrzyżować ich plany i pokazać na co ją stać...

## Obsada
- Maria Dębska - Natalia
- Mikołaj Roznerski - Piotr
- Barbara Kurdej-Szatan - Weronika
- Krzysztof Czeczot - Adam Bonecki
- Anna Dereszowska - Elwira
- Tomasz Karolak - Marian "Maniek" Paleśny
- Krystyna Tkacz - Babcia Olga
- Julia Kostow - Jagoda
- Jan Frycz - Prezes
- Anna Prus - Ilona
- Michał Koterski - Damian
- Monika Mariotti - Lena
- Jakub Kamieński - Tomek
- Joanna Opozda - Asystenka pana Takahashi
- Hiroshi Kurotaki - Pan Takahashi
- Krystyna Rutkowska-Ulewicz - Pani Ewa
- Katarzyna Blok-Koszlaga - Trenerka fitness
- Rafał Zagroba - Mariusz
- Sandra Jasek - Recepcjonistka
- Karolina Panek - Recepcjonistka Go Digital
- Leszek Wiśniewski - Pan Lecio
- Adam Szlenda[3]